# Lokdienstlast
Bei Lokomotiven, die über nicht angetriebene Achsen (Laufachsen) verfügen, unterscheidet man zwischen der Lokdienstlast (auch: Dienstlast) und der Lokreibungslast (auch: Reibungsgewicht):
- das Dienstgewicht ist gleich der Last auf allen Achsen, also dem Gesamtgewicht (genauer: der Gesamtmasse) der Lokomotive
- bei der Reibungslast wird nur das Gewicht (genauer: die Masse) berücksichtigt, welches auf den angetriebenen Achsen (Treibachsen oder Kuppelachsen) ruht; das Gewicht auf den Laufachsen wird hierbei nicht mitgezählt.

Bei Lokomotiven, die nur über angetriebene Achsen verfügen, die also keine Laufachsen aufweisen, sind Dienst- und Reibungslast identisch.
Üblicherweise wird bei der Ermittlung des Gewichtes angenommen, dass die auf der Lok mitgeführten Betriebsvorräte nur zu 2/3 gefüllt sind, um einen praxisnahen Wert zu erhalten (z. B. wegen der Gewichtsabnahme während des Betriebs, die durch den Verbrauch des auf der Lok mitgeführten Brennstoffvorrates verursacht wird).